# Роз'їзд 69 (Казахстан)
Роз'ї́зд 69 (каз. рзд.69) — станційне селище у складі Жанааркинського району Улитауської області Казахстану. Входить до складу Бідайицького сільського округу.
Населення — 148 осіб (2021; 180 у 2009, 171 у 1999, 179 у 1989).
Національний склад станом на 1989 рік:
- казахи — 100 %.

Станом на 1989 рік селище називалось 69 км.